# PierLuigi Zoccatelli
PierLuigi Zoccatelli, né le 30 juillet 1965 à Vérone et mort le 24 mai 2024 à Turin, est un sociologue et essayiste italien.
Il est le vice-directeur du Centre pour l'étude des nouvelles religions (CESNUR), un réseau international de recherche sur les nouveaux mouvements religieux. Il enseigne la sociologie de la religion à l'Université pontificale salésienne.

## Biographie
Il vit à Turin depuis 1998, où il est marié et a cinq enfants. Depuis le milieu des années 90, il se consacre à la recherche dans le domaine des sciences religieuses, en particulier en ce qui concerne les minorités religieuses et la galaxie des nouveaux mouvements religieux. Il est membre du comité scientifique, chercheur résident et directeur adjoint du CESNUR, membre ordinaire de l'ESSWE (European Society for the Study of Western Esotericism), membre de l'AIS (Association italienne de sociologie) et membre fondateur de l'APSOR (Association piémontaise de sociologie des religions). À l'université de Turin, il est membre du comité scientifique du Centre interdépartemental de recherche en sciences religieuses « Erik Peterson »   et du comité scientifique de CRAFT - Contemporary Religions And Faiths in Transition , centre de recherche du Département des Cultures, Politiques et Sociétés.
Spécialisé dans l'étude de l'ésotérisme, il a édité l'édition italienne de l'œuvre complète du symboliste français Louis Charbonneau-Lassay. Il est l'auteur, seul ou avec d'autres, de 18 volumes ; il a participé, avec des essais ou des entrées encyclopédiques, à 30 livres ; il a écrit 44 articles pour des magazines spécialisés ; et il a traduit ou édité la publication d'environ 60 titres. Ses écrits ont été publiés dans douze pays et en huit langues. Il est rédacteur en chef adjoint de la revue à comité de lecture The Journal of CESNUR et membre du comité scientifique de la revue Politica hermetica. En 2001, 2006 et 2013, il a codirigé avec Massimo Introvigne l'Encyclopédie des religions en Italie   .
Depuis 2013, il collabore à la chaire de Sociologie des mouvements religieux de l'Université pontificale salésienne, et depuis l'année académique 2016-2017, la même université lui a confié l'enseignement de la Sociologie des religions. Il est également titulaire du cours « Esotérisme, nouvelle religiosité et nouvelles religions : un parcours sociologique » dans le cadre du Master en sciences religieuses et médiation interculturelle  de l'Université de Turin.

## Publications
- (avec Stefano Salzani), Hermétisme et emblématique du Christ dans la vie et dans l'œuvre de Louis Charbonneau-Lassay (1871-1946), trad. de l'italien par Jean Nicolas, Milan, Archè, 1996.
- Le lièvre qui rumine. Autour de René Guénon, Louis Charbonneau-Lassay et la Fraternité du Paraclet, avec des documents inédits, Milan, Archè, « Archives », 1999.
- Édition critique du recueil posthume de René Guénon, Écrits pour Regnabit. Revue universelle du Sacré-Cœur, établi, présenté et annoté par PierLuigi Zoccatelli, Milan, Archè, Turin,  « Au bonheur du chercheur », 1999.
- Havanissimo. L'amateur, Gründ, 2005.
- avec Massimo Introvigne (dir.), Le religioni in Italia, CESNUR, Leumann (Turin), Elledici, 2006.
- (avec Luigi Berzano, Carlo Genova, Massimo Introvigne et Roberta Ricucci), Cinesi a Torino. La crescita di un arcipelago, il Mulino, Bologne, 2010.
- (avec Massimo Introvigne), La Messa è finita? Pratica cattolica e minoranze religiose nella Sicilia Centrale, Salvatore Sciascia Editore, Caltanissetta - Rome 2010.
- (con Massimo Introvigne), Enciclopedia delle religioni in Italia, Elledici, Turin 2013.